# Antrozous
Genre
Antrozous est un genre de chauves-souris de la famille des Vespertilionidae.

## Liste des espèces
- Antrozous dubiaquercus
- Antrozous pallidus - chauve-souris blonde